# Křížová hora
Křížová hora är ett berg i Tjeckien.   Det ligger i regionen Karlovy Vary, i den nordvästra delen av landet, 100 km väster om huvudstaden Prag. Toppen på Křížová hora är 1 024 meter över havet.
Terrängen runt Křížová hora är huvudsakligen kuperad, men åt nordost är den platt.Runt Křížová hora är det glesbefolkat, med 19 invånare per kvadratkilometer. Närmaste större samhälle är Kadaň, 17,2 km öster om Křížová hora. I omgivningarna runt Křížová hora växer i huvudsak blandskog.